# Hindustão
Hindustão, juntamente com sua forma abreviada Hinde, é o nome em língua persa para Índia, em geral o subcontinente indiano, que mais tarde se tornou o nome comumente usado para a região na língua hindustâni. Desde a Partição da Índia em 1947, o Hindustão continua a ser usado até hoje como um nome histórico para a República da Índia.
Hindustão era a palavra persa clássica para a Índia, mas quando introduzida aos súditos sob o domínio persa, a cultura subsequente que resultou desses eventos lhe deu outro significado específico, o da região cultural entre o rio Sutle (fim do noroeste da Índia) e a cidade de Varanasi (início do leste da Índia). Como a área onde o Ganga-Jamuni Tezibe e o idioma hindustâni têm suas origens, corresponde às planícies onde o rio Jamuna flui ou às regiões/estados que abrangem Harianá, Deli e Utar Pradexe ocidental e central (mais precisamente, a planície Indo-Gangética central).
O Hindustão também era comumente escrito como Hindostão ou Indostão, que às vezes é preferido em contextos modernos para se referir ao subcontinente indiano, especialmente para evitar a interpretação incorreta de Hindustão como terra dos seguidores do hinduísmo atual. Outros topônimos antigos para o subcontinente incluem Jambudvīpa e Bharata Khanda.

## Etimologia
O Hindustão é derivado da palavra persa Hindū, cognata com o sânscrito Sindhu. A mudança sonora proto-iraniana *s > h ocorreu entre 850 e 600 a.C., de acordo com Asko Parpola. Assim, o riguevédico sapta sindhava (a terra dos sete rios) tornou-se hapta hindu no Avestá. Dizia-se que era o "décimo quinto domínio" criado por Aúra-Masda, aparentemente uma terra de "calor anormal". Em 515 a.C., Dario I anexou o vale do Indo, incluindo Sindhu, a atual Sinde, que era chamada de Hindu em persa. Durante a época de Xerxes, o termo "Hindu" também foi aplicado às terras a leste do Indo.
No persa médio, provavelmente a partir do século I, foi adicionado o sufixo -stān, indicativo de um país ou região, formando a atual palavra Hindūstān. Assim, Sinde foi referido como Hindustão, ou "terra do Indo" na inscrição Naqsh-e-Rustam de Sapor I, em cerca de 262
O historiador B. N. Mukherjee afirma que, a partir da bacia inferior do Indo, o termo Hindustão foi gradualmente estendido para "mais ou menos todo o subcontinente". O nome greco-romano "Índia" e o nome chinês Shen-tu também seguiram uma evolução semelhante.
O termo árabe Hinde, derivado do persa Hindu, era usado anteriormente pelos árabes para se referir à região indianizada muito mais ampla, desde a costa de Macrão até o arquipélago indonésio, mas acabou também sendo identificado com o subcontinente indiano.
Na época do Sultanato de Deli e do Império Mogol, a elite governante e seus historiógrafos persas fizeram uma distinção adicional entre "Hindustão" e "Hinde". Hindustão se referia aos territórios do norte da Índia no Miandoab e regiões adjacentes sob controle político muçulmano, enquanto "Hinde" se referia ao resto da Índia. Por exemplo, o exército de Guiaçadim Balbã era chamado de tropas "hindustânicas", que foram atacadas pelos "hindus".

## Uso atual

### República da Índia
"Hindustão" é frequentemente usado para se referir à atual República da Índia. Slogans envolvendo o termo são comumente ouvidos em eventos esportivos e outros programas públicos envolvendo equipes ou entidades que representam o moderno estado-nação da Índia. No marketing, o termo também é comumente usado como indicador de origem nacional em campanhas publicitárias e está presente em muitos nomes de empresas. Muhammad Ali Jinnah, o fundador do Paquistão, e seu partido, a Liga Muçulmana, insistiram em chamar a atual República da Índia de "Hindustão" em referência à sua população de maioria hindu.

### Povo
O termo "hindustâni" refere-se a um indiano, independentemente de sua afiliação religiosa. Entre os não falantes de hindustâni, por exemplo, os falantes de bengali, "hindustâni" é usado para descrever pessoas do cinturão Yamuna-Ganges, também independentemente da filiação religiosa, mas como um termo geográfico.
hindustâni às vezes é usado como um termo étnico aplicado ao sul da Ásia (por exemplo, um mauriciano ou surinamês com raízes no sul da Ásia pode descrever sua etnia dizendo que é hindustâni). Por exemplo, hindoestanen é uma palavra holandesa usada para descrever pessoas de origem sul-asiática, na Holanda e no Suriname.

### Idioma
O hindustâni é o idioma do Hindustão e a língua franca do subcontinente indiano do norte. O hindustão deriva do dialeto hindi antigo do oeste de Uttar Pradesh e das áreas de Délhi. Suas formas literárias padrão - hindi padrão moderno e urdu padrão moderno - usam escritas diferentes. O próprio registro do hindi deriva seu nome da forma abreviada Hinde (Índia).

## Usos históricos
A região do Hindustão é extensa, cheia de homens e cheia de produtos. A leste, ao sul e até mesmo a oeste, ela termina em seu grande oceano circundante (muḥiṭ-daryā-sī-gha). Ao norte, possui montanhas que se conectam com as de Indocuche, Cafiristão e Caxemira. A noroeste, estão Cabul, Gásni e Candaar. Dili é considerada (aīrīmīsh) a capital de todo o Hindustão...

Babur Nama, A. S. Beveridge, transcrição, vol. 1, seção iii: "Hindustão".
Os primeiros estudiosos persas tinham conhecimento limitado da extensão da Índia. Após o advento do islamismo e das conquistas muçulmanas, o significado de Hindustão interagiu com sua variante árabe Hinde, que também era derivada do persa, e quase se tornou sinônimo dele. Os árabes, envolvidos no comércio oceânico, incluíram todas as terras de Tis, no oeste do Baluchistão (perto da moderna Chabahar), até o arquipélago indonésio, em sua ideia de Hinde, especialmente quando usado em sua forma expansiva como "Alhinde". O Hindustão não adquiriu esse significado elaborado. De acordo com André Wink, ele também não adquiriu a distinção, que desapareceu, entre Sinde (aproximadamente o que é hoje o oeste do Paquistão) e Hinde (as terras a leste do rio Indo); outras fontes afirmam que Sinde e Hinde eram usados como sinônimos desde os tempos antigos, e que após a chegada do domínio islâmico na Índia, "as variantes Hinde e Sinde eram usadas como sinônimos para todo o subcontinente". O texto do século X Hudud al-Alam definiu o Hindustão como aproximadamente o subcontinente indiano, com seu limite ocidental formado pelo rio Indo, o limite sul indo até o Grande Mar e o limite oriental em Kamarupa, atual Assão. Nos dez séculos seguintes, tanto Hinde quanto Hindustão foram usados no subcontinente exatamente com esse significado, juntamente com seus adjetivos hindawi, hindustâni e hindi. De fato, em 1220, o historiador Haçane Nizami descreveu Hinde como sendo "de Pexauar até as margens do Oceano Índico e, na outra direção, de Siuistão até as colinas de Chin".

### Norte da Índia
Com as conquistas turco-persas a partir do século XI, um significado preciso de Hindustão tomou forma, definindo a terra do rio Indo. Os conquistadores eram capazes de chamar as terras sob seu controle de Hindustão, ignorando o resto do subcontinente. No início do século XI, um estado satélite dos gasnévidas no Panjabe, com sua capital em Laore, era chamado de "Hindustão". Depois que o Sultanato de Délhi foi estabelecido, o norte da Índia, especialmente as planícies do Ganges e o Panjabe, passou a ser chamado de "Hindustão". O acadêmico Bratindra Nath Mukherjee afirma que esse significado restrito de Hindustão existia lado a lado com o significado mais amplo, e alguns autores usavam os dois simultaneamente.
O Sultanato de Délhi estabeleceu diferenças entre "Hindustão" e "Hinde", em que Hindustão se referia aos territórios do atual norte da Índia e ao Panjabe, as terras do Indo. Em Miandoab e regiões adjacentes sob controle político muçulmano. Por exemplo, o exército do Sultanato de Délhi era chamado de tropas "hindustânicas", que eram atacadas pelos "hindus".
O Império Mogol (1526-1857) chamou suas terras "Hindustão". O próprio termo "Mogol" nunca foi usado para se referir à terra. À medida que o império se expandia, o mesmo acontecia com o "Hindustão". Ao mesmo tempo, o significado de "Hindustão" como todo o subcontinente indiano também é encontrado em Baburnama e Ain-i-Akbari. Os mogóis fizeram uma distinção adicional entre "hindustâni" e "Hindu". Nas fontes mogóis, hindustâni geralmente se referia aos muçulmanos no Hindustão, enquanto os indianos não muçulmanos eram chamados de hindus.

### Uso no Reino do Nepal
O último rei de Gorcali, Prithvi Narayan Shah Dev, autoproclamou o recém-unificado Reino do Nepal como Açal Hindustão (Hindustão Real), devido ao fato de o norte da Índia estar sendo governado pelos governantes islâmicos de Mogol. A autoproclamação foi feita para impor o código social hindu Dharmaśāstra em seu reinado e se referir ao seu país como sendo habitável para os hindus. Ele também se referiu ao norte da Índia como Muglã (País dos Mogois) e chamou a região de infiltrada por estrangeiros muçulmanos.

### Uso colonial indígena
Esses significados duplos persistiram com a chegada dos europeus. Rennel produziu um atlas intitulado Memoir of a Map of Hindoostan or the Mogul Empire (Memória de um mapa do Hindustão ou do Império Mogol) em 1792, que era de fato um mapa do subcontinente indiano. Rennel, portanto, confundiu as três noções, "Índia", "Hindustão" e Império Mogol. J. Bernoulli, para quem Hindustão significava o Império Mogol, chamou sua tradução francesa de La Carte générale de l'Inde (Mapa Geral da Índia). Esse "Hindustão", segundo os britânicos, foi dividido em territórios governados pelos britânicos (mais frequentemente chamados de "Índia Britânica") e territórios governados por governantes nativos. As autoridades e os escritores britânicos, no entanto, achavam que os indianos usavam "Hindustão" para se referir apenas ao norte da Índia. Um Dicionário Anglo-Indiano publicado em 1886 afirma que, embora Hindustão signifique Índia, na linguagem nativa ele passou a representar a região ao norte do rio Narmada, excluindo Biar e Bengala.
Durante o movimento de independência, os indianos se referiam à sua terra pelos três nomes: "Índia", "Hindustão" e "Bharat". O poema Tarānah-e-Hindī ("Hino do povo do Hinde"), de Muhammad Iqbal, foi uma canção patriótica popular entre os ativistas da independência indiana.
Sāre jahāṉ se acchā Hindustān hamārā
(o melhor de todos os países é o nosso Hindustão)

### Partição da Índia

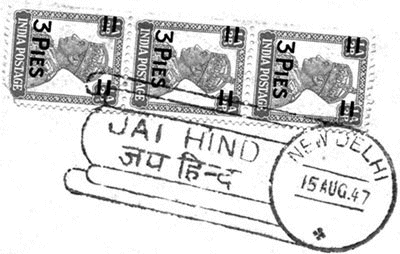
Carimbo postal Jai Hinde, emitido em 15 de agosto de 1947

A Resolução de Lahore de 1940 da Liga Muçulmana de Toda a Índia exigiu soberania para as áreas de maioria muçulmana no noroeste e nordeste da Índia Britânica, que passaram a ser chamadas de "Paquistão" na linguagem popular, e o Domínio da Índia passou a ser chamado de "Hindustão". As autoridades britânicas também adotaram os dois termos e começaram a usá-los oficialmente.
No entanto, essa denominação não foi aprovada pelos líderes indianos devido ao significado implícito de "Hindustão" como a terra dos hindus. Eles insistiram que o novo Domínio da Índia deveria se chamar "Índia", e não "Hindustão". Provavelmente pelo mesmo motivo, o nome "Hindustão" não recebeu a sanção oficial da Assembleia Constituinte da Índia, enquanto "Bharat" foi adotado como nome oficial. Reconheceu-se, no entanto, que "Hindustão" continuaria a ser usado não oficialmente.
As Forças armadas da Índia usam a versão salutar do nome, "Jai Hinde", como um grito de guerra.